# Курутія бразильська
Куру́тія бразильська (Cranioleuca muelleri) — вид горобцеподібних птахів родини горнерових (Furnariidae). Ендемік Бразилії. Вид названий на честь німецького герпетолога Лоренца Мюллера.

## Опис
Довжина птаха становить 14-15 см. Верхня частина тіла темно-коричнева, тім'я, крила і хвіст руді. Над очима світлі "брови". Нижня частина тіла білувата, груди і живіт світло-охристо-коричневі. Пера на горлі, грудях і животі мають коричневі кінчики, що створюють лускоподібний візерунок. Лапи жовтувато-зелені з оливковим відтінком. Дзьоб зверху чорнуватиЙ. знизу рожевувато-сірий, на кінці білідий.

## Поширення і екологія
Бразильські курутії мешкають в долині Амазонки в нижній її течії, від крайнього сходу Амазонасу на схід до Амапи і Пари. Вони живуть у варзейських лісах (тропічних лісах у заплавах Амазонки). Зустрічаються на висоті до 200 м над рівнем моря.

## Поведінка
Бразильські курутії зустрічаються переважно парами, іноді приєднуються до змішаних зграй птахів. Живляться безхребетними, яких шукають серед рослинності.

## Збереження
МСОП класифікує цей вид як такий, що перебуває під загрозою зникнення. Бразильським курутіям загрожує знищення природного середовища.